# Armand Gensonné
Armand Gensonné, född 10 augusti 1758 och död 31 oktober 1793, var en fransk revolutionspolitiker.
Gensonné var advokat i Bordeaux, och blev 1791 medlem i lagstiftande församlingen, samt 1792 av nationalkonventet. Han anslöt sig till gironden och var en av detta partis främsta ledare. Han angrep under striden mellan girondister och jakobiner oförskräckt de sistnämnda, och delade de flesta av sina partivänners öde och avrättades 1793.